# بريتاني واترس
بريتاني واترس هي لاعبة اتحاد الرغبي كندية، ولدت في 23 أبريل 1983 في فانكوفر في كندا.